# Titanfall
Titanfall es un videojuego de acción en primera persona estilo mecha, desarrollado por Respawn Entertainment y distribuido por EA Games para Microsoft Windows, Xbox 360 y Xbox One. Es el primer videojuego de Respawn Entertainment y fue lanzado el 11 de marzo de 2014 en América del Norte y el 13 de marzo de 2014 en Europa.

## Trama
Quince años después del final de las Guerras de los Titanes, la 1.ª Flota de la Milicia ahora está siendo perseguida por el Vicealmirante general del VCR, Markus Graves 
```
sin combustible y suministros, y no tiene más remedio que realizar una incursión desesperada en un mundo de minería de gas de IMC . Desembarcando sus tropas en el sitio de una bomba de reabastecimiento de combustible que abastece a su nave capital, las fuerzas 
Redeye
 , IMC y Militia luchan por el control de tres H0THardpoints que permitirían al IMC mantener su defensa aérea y a la Milicia extraer el combustible. La milicia escapa del planeta con el combustible suficiente para unas semanas.
```

## Campaña
La campaña de Titanfall toma la forma de una serie de partidas multijugador en Attrition y Hardpoint Domination . La historia se desarrolla con el diálogo de los personajes en los vestíbulos previos al juego y en las partidas, y las versiones de campaña para cada mapa tienen varios escenarios únicos que no se ven en el modo multijugador normal (como el cañón de riel de Outpost 207 que destruye IMS Sentinel ). Sin embargo, una actualización del sistema de emparejamiento del juego significa que el diálogo previo a la misión ya no está disponible y se transcribe en la página de cada misión para mayor comodidad.

Misiones de campaña:
1. " Entrenamiento ": misión de entrenamiento en solitario, utilizada para guiar al jugador a través de la mecánica del juego,en la cual se encuentra el circuito guantlet.
2. " El reabastecimiento de combustible " - "Desesperadamente bajo en combustible, la 1ª Flota de la Milicia se prepara para atacar un mundo minero de gas IMC".
3. " La colonia " - "Una batalla entre IMC y las fuerzas de la milicia en una colonia remota obliga a un héroe de guerra solitario a salir de su escondite".
4. " La Odisea " - "Mientras la milicia busca la experiencia de MacAllan como ex oficial de IMC, la IMC despliega fuerzas para evitar su escape".
5. " Atrapa a Barker " - "Las fuerzas de IMC recorren el distrito portuario de Angel City en busca de MacAllan, que está intentando sacar a su viejo amigo Barker del área".
6. " Asalto al centinela "
7. " Aquí hay dragones "
8. " Las Tres Torres "
9. " La batalla de Demeter "
10. " Made Men "

## Armamento
Hay una gran variedad de armas en Titanfall, tanto para los pilotos como los titanes. Muchas de ellas tienen sus propios accesorios y modificaciones, teniendo cada uno sus respectivas ventajas y desventajas. Los pilotos tienen tres tipos de armas: primarias, secundarias y anti-titanes, mientras que los titanes sólo pueden llevar un arma:
Primarias
- Carabina R-101C: Rifle de asalto automático estándar.
- Carabina R-201: Rifle de asalto automático estándar.
- Hemlok BF-R: Rifle de asalto de disparo en ráfaga con un alta tasa de disparo y daño.
- Rifle G2A4: Poderoso rifle de batalla semiautomático.
- Escopeta EVA-8: Escopeta semi-automática.
- Subfusil Compacto R-97: Subfusil compacto para cuerpo a cuerpo.
- Subfusil C.A.R: Subfusil con un gran poder, aunque con gran gasto de tasa de fuego, alcance y capacidad.
- Rifle Longbow-DMR: Rifle de francotirador semiautomático.
- Rifle Kraber-AP: Rifle de francotirador de cerrojo pesado.
- Ametralladora Spitfire: Pistola ligera estándar de disparo rápido.

Secundarias
- Pistola automática RE-45: Pistola automática usada para cuerpo a cuerpo.
- Hammond P2011: Pistola semi-automática con buena precisión, daño y alcance.
- B3 Wingman: Revólver de 8 balas con alto daño.

Armas anti-titanes
- Sidewinder: Lanzamisiles de fuego rápido.
- Archer: Lanzacohetes con disparo guiado.
- Lanzacohetes Mag: Lanza-granadas magnético.
- Rifle de cargas: Rifle de energía dirigida.

Especiales:
- Pistola inteligente MK5: Pistola semi-automática con capacidad de fijar en objetivos.

## Titanes
Elevándose en el campo de batalla, el titán es un mech de batalla avanzado que se presenta como factor único de la jugabilidad en el juego Titanfall. Son diseñados y fabricados por la empresa Hammond Robotics. Aunque tal parece que la Milicia es también capaz de fabricarlos.
Hay 3 tipos de titanes:
- Atlas
- Ogre
- Stryder

Estos titanes pueden tener estas armas:
- Ametralladora XO-16: Ametralladora balística automática.
- Cañón 40mm: Lanzagranadas semiautomático que dispara balas explosivas.
- Quad Rocket: Lanzacohetes que dispara una ronda de 4 proyectiles.
- Cañón de arco: Cañón de alto poder y energía dirigida.
- Triple amenaza: Lanza-granadas que dispara rondas de tres granadas.
- Railgun de plasma: Railgun de alta precisión que dispara un pulso de plasma guiado.

## DLCs

### Expedition
Contiene 3 nuevos mapas: Pantanos, Huida y Juegos de guerra, en nuevos mundos de la Frontera. Tras la batalla de Deméter, las fuerzas expedicionarias de IMC se adentran en la Frontera para recuperarse de su reciente derrota. En un mundo inexplorado, IMC inicia la construcción de una nueva base de operaciones para su flota, abastecida por sus recientemente desarrolladas plantas de recogida y filtrado de agua. Cuando las operaciones de drenaje descubren artefactos y ruinas antiguas de origen desconocido en un pantano cercano, Spyglass envía un equipo arqueológico para investigar el lugar. Para mantenerse a punto para la batalla en la nueva base, los pilotos de IMC usan cápsulas de simulación para entrenarse contra incursiones milicianas, basándose en las lecciones aprendidas en Angel City y la base aérea Sierra de IMC

### Frontier's Edge
Contiene tres nuevos mapas, Excavación, Export y Refugio, ambientados en los confines de la Frontera. Necesitada de materias primas para construir titanes en su nueva base de operaciones, IMC lanza ataques-sonda en los límites de la Frontera contra asentamientos pequeños y poco protegidos. Las pequeñas minas aisladas son objetivos muy apetecibles, por el valioso sustrato que se encuentra en estas explotaciones. Los enfrentamientos se extienden hasta la cercana ciudad portuaria de Export, donde las tropas milicianas locales intentan repeler los ataques de IMC. Al borde del colapso, se retiran hacia el Refugio, un complejo recreativo, desde donde envían una señal de socorro. Con la 1.ª Flota Miliciana a días de distancia, IMC intensifica los ataques, continuando su resurgimiento en la Frontera.

### IMC Rising
Pese a los avances conseguidos en anteriores batallas, IMC debe aprovechar cualquier oportunidad, dado que los refuerzos de los sistemas centrales tardarán aún años en llegar. IMC inicia la rehabilitación de unas antiguas instalaciones secretas para reconstruir su maltrecho complejo militar industrial. Como apoyo, despliega tropas de seguridad para perseguir a desertores y amotinados, y evitar así que puedan enviar a la Milicia las coordenadas de las instalaciones. Contiene tres mapas totalmente nuevos: Rural, Zona 18 y Trampa de arena.

### Season Pass
En un principio el pase de temporada de Titanfall servía para adquirir tres nuevos packs de contenido a un fantástico precio conjunto*. sin embargo, al cumplirse el aniversario del juego se habilitó sin costo, junto con los DLC.

## Desarrollo
Después del lanzamiento del Call of Duty: Modern Warfare 2, Activision despidió en marzo de 2010 a los cofundadores de Infinity Ward Jason West y Vince Zampella por incumplimiento de contrato e insubordinación. Sus salidas dieron lugar a una serie de demandas y a un éxodo del personal. Ese mismo año, Jason West y Vince Zampella fundaron una compañía desarrolladora de videojuegos, llamada Respawn Entertainment, con algunos trabajadores de Infinity Ward. En el E3 de 2011, el presidente de las oficinas de EA Games, Frank Gibeau, reveló que el primer videojuego de Respawn Entertainment se trataba de un videojuego de ciencia ficción en primera persona y que iba a ser distribuido por EA Games. Dos proyectos permitieron a la empresa tener un estudio a mediados de 2012 y West se retiró en marzo de 2013.
Zampella anunció la presencia de Respawn Entertainment en el E3 de 2013 el 25 de febrero de 2013 vía Twitter. Su lanzamiento fue revelado erróneamente en julio de 2013, a través de un lanzamiento erróneo en la edición de julio de 2013 de Game Informer en Google Play, que reveló el título del videojuego, la premisa y la fecha de lanzamiento. Otro avance de información público fue que la compañía filtró la marca Titan en abril de 2013, y en ese mismo mes, Kotaku registró un vídeo del videojuego y la exclusividad de Xbox One. El videojuego fue anunciado oficialmente en la conferencia de prensa en el E3 de Microsoft en 2013 y se afirmó que será lanzado para Microsoft Windows, Xbox 360 y Xbox One en el segundo trimestre de 2014. La versión de Xbox 360 fue anunciada por Respawn Entertainment en otro estudio con el soporte de la compañía.
El equipo de desarrollo experimentó con diferentes formas de jugar, consolidando antes tres objetivos: movilidad del jugador, supervivencia y la fusión de diseño cinematográfico con la acción de ritmo rápido. Identificaron a los videojuegos de acción en primera persona contemporáneos como restringidos a un sólo plano de movimiento, los puntos cardinales y ocultar en un lugar y se consideraron nuevas características para aumentar la movilidad, como una que hace que el personaje salte a una altura de tres pisos de alto. Finalmente las características de la movilidad incluían correr por la pared y un kit de salto para el piloto que permitía dar saltos dobles. Adicionalmente, el videojuego no restringió las partes del medio ambiente. Acerca de la supervivencia, Respawn Entertainment eligió llenar el ambiente con docenas de personajes controlados por el ordenador para dar a los jugadores la recompensa de asesinatos consecutivos que reduce las muertes necesarias. En tercer lugar, los segmentos de la narración cinematográfica asociados con las campañas de un solo jugador, se fusionaron en el modo multijugador como introducciones y epílogos a las misiones.
Respawn Entertainment decidió hacer el videojuego con el motor Source debido a la familiaridad de sus desarrolladores y su capacidad para llegar a 60 fotogramas por segundo en las consolas. La compañía trabajó con el motor durante el desarrollo de las características tales como la iluminación, la representación, la visibilidad, la conexión de Internet y las herramientas de tuberías. El videojuego utiliza la nube de Microsoft para los servidores multijugador, físicas e inteligencia artificial.

## Recepción
El videojuego fue revelado en el E3 de 2013 al reconocimiento de la crítica. Ganó más de 60 premios del E3 incluyendo el de Mejor Juego del Evento, Juego más original, Mejor Juego Multijugador, así como otros premios entregados por IGN, Game Informer y Destructoid. Ganó en las seis categorías en las que estaba nominado en los premios Game Critics.
El 14 de febrero de 2014 se abrió para PC la beta del Titanfall al público que solicitase un código en la web oficial de Origin. La beta ha tenido un gran recibimiento por parte del público ofreciendo dos mapas (Angel City y Fracture), 4 modos de juego (Attrition, Hard Point, Last Titan Standing y un modo aleatorio entre esos tres), cinco armas principales, dos secundarias, varias ventajas y el poder personalizar nuestros titanes.
El 15 de junio de 2015 fue incluido dentro del programa de suscripción de videojuegos de EA, conocido como EA Access. Este programa de suscripción te permite jugar una selección de juegos de la distribuidora EA a cambio del pago mensual de suscripción. Este programa de suscripción solo se puede encontrar en la consola Xbox One de Microsoft. 

### Premios
A continuación, algunos de los premios ganados:
- Best of Show "Mejor Juego del Evento" E3 - Game Critic
- Best Original Game "Juego más original" E3 - Game Critic
- Best Console Game "Mejor Juego de Consola" E3 - Game Critic
- Best PC Game "Mejor Juego de PC" E3 - Game Critic
- Best Action Game "Mejor Juego de Acción" E3 - Game Critic
- Best Online Multiplayer Game "Mejor Juego Multijugador" E3 - Game Critic

Secuela
En marzo de 2015, Respawn el fundador y CEO Vince Zampella anunciaron que Titanfall 2 se encontraba en desarrollo y que sería lanzado como un juego de multiplataformas.